# 정윤주 (작곡가)
정윤주(鄭潤柱, 1918년 9월 29일~1997년 5월 8일)는 대한민국의 작곡가이다. 본관은 진주이며, 경상남도 통영군에서 태어났다. 1926년 4월 1일 통영초등학교(통영공립보통학교)에 입학하여 1932년에 졸업하였고 1932년에 통영협성상업강습소(현 동원중고등학교)에 입학하여 1934년에 졸업할때까지 동기 윤이상과 함께 수학했다.  1935년에 경성전기학교에 입학하여 1937년에 경성전기학교 토목과를 졸업했다. 1953년 경상남도 통영시 서호동에 건설된 '해방교'를 설계했으며 서울에서 생활할 때 동기 윤이상군이 소개한 작곡가 슈베르트에 심취하여 이후에 작곡가로서 활동하였다. 공보부 국립영화제작소원을 거쳐 영 필하모니에 관계했으며, 임동혁을 1939년부터 1943년 까지 사사하였다.
그의 작품으로는 관현악 무용 모음곡 〈까치의 죽음〉, 〈사신의 독백〉이 있으며, 교향 모음곡으로는 〈초추의 스케치〉, 〈교향곡 제1번〉, <교향시: 관세음보살>〈현악 4중주곡 제1번〉 등이 있다. 200편이 넘는 영화 음악을 작곡했다. 한국작곡가협회장을 역임하였다.

## 학력
- 1926년 통영초등학교(통영공립보통학교) 입학(1926.04.01.)
- 1932년 통영초등학교(통영공립보통학교)졸업
- 1932년 동원중고등학교(통영협성상업강습소) 입학
- 1934년 동원중고등학교(통영협성상업강습소) 졸업
- 1935년 경성전기학교 입학
- 1937년 경성전기학교 토목과 졸업
- 1939년~1943년 임동혁선생(이화여전)의 작곡이론 4년간 사사

## 이력
- 1918년 통영출생(1918.09.29. 음력 무오년 8월 26일)
- 1945년~1952년 통영중학교 음악교사
- 1952년~1957년 미국공보원(USIS), LIVERTY PRODUCTION 음악담당
- 1958년~1963년 문화공보부 국립영화제작소 녹음 및 음악담당
- 1965년~1968년 영필하모니 관현악단 단장
- 1990년~1993년 사단법인 한국작곡가협회 회장 및 이사장 역임

## 수상경력
- 1957년 미국 아시아재단 주관, 한국음악가협회 주최, 작곡상 '까치의 죽음' 수상
- 1977 한국음악협회 제4회 한국작곡상 수상
- 1978 한국음악협회 제5회 한국작곡상 수상
- 1988 대한민국 화관문화훈장 수여

## 영화음악 수상경력
- 1961년 제5회 부일영화제 음악상 '성춘향'
- 1962년 제1회 대종상영화제 음악상 '연산군'
- 1962년 제9회 아시아영화제 음악상 '상록수'
- 1963년 제2회 대종상영화제 음악상 '지옥문'
- 1965년 제4회 대종상영화제 음악상 '벙어리삼룡'
- 1965년 제1회 백상예술대상 음악상 '벙어리삼룡'
- 1966년 제9회 부일영화제 음악상 '갯마을'
- 1967년 제1회 서울대학교 영화페스티발 특별상 '산불'
- 1967년 제5회 청룡영화제 음악상 '만선
- 1968년 제11회 부일영화상 음악상 '만선'
- 1969년 제7회 청룡영화제 음악상 '시발점'
- 1973년 제10회 청룡영화제 음악상 '홍살문',
- 1982년 제21회 대종상영화제 음악상 '삐에로와 국화'